# 海野多枝
海野 多枝（うみの たえ、1966年8月 - ）は、日本の言語学者。専門は、第二言語習得論・日本語教育学。言語教育学博士（Ph.D.）。東京外国語大学国際日本学研究院教授。

## 学歴
- 1989年　東京外国語大学外国語学部日本語学科卒業
- 1992年　上智大学大学院外国語学研究科言語学専攻修士課程修了
- 1993年　上智大学大学院外国語学研究科言語学専攻博士課程退学
- 2002年　ロンドン大学教育学部大学院博士課程修了

## 職歴
- 1993年　東京外国語大学外国語学部助手
- 1997年　同講師
- 2002年　同助教授
- 2009年　東京外国語大学総合国際学研究院（言語文化部門・言語研究系）准教授（大学院重点化に伴う配置転換）
- 2015年　東京外国語大学国際日本学研究院教授（改組に伴う配置転換）

## 編著書
- 『コミュニケーション能力育成再考-ヘンリー・ウィドウソンと日本の応用言語学・言語教育』（分担執筆）2008　ひつじ書房
- Foreign Language Learning with Self-instructional Television Materials: an exploratory study　（単著） 2005 雄松堂